# Unterseeboot 502
Le Unterseeboot 502 (ou U-502) est un sous-marin allemand utilisé par la Kriegsmarine pendant la Seconde Guerre mondiale.

## Historique
Après avoir reçu sa formation de base à Wilhelmshaven au sein de la 2. Unterseebootsflottille jusqu'au 31 août 1941, il rejoint sa flottille de combat à Lorient, toujours dans la 2. Unterseebootsflottille.
L'U-502 a été coulé le 5 juillet 1942 à l'ouest de La Rochelle dans le golfe de Gascogne à la position géographique de 46° 10′ N, 6° 40′ O par des charges de profondeur lancées par un avion britannique Vickers Wellington de l'escadron 172/H. 
Les 52 membres de l'équipage sont tués lors de cette attaque.

## Affectations successives
- 2. Unterseebootsflottille du 31 mai 1941 au 5 juillet 1942

## Commandement
- Kapitänleutnant Jürgen von Rosenstiel du 31 mai 1941 au 5 juillet 1942

## Navires coulés
Il a coulé 14 navires pour un total de 78 843 tonneaux et a endommagé 2 navires pour un total de 23 797 tonneaux au cours des 4 patrouilles qu'il effectua.
| Date            | Nom               | Nationalité     | Tonnage | Convoi | Fait      |
| --------------- | ----------------- | --------------- | ------- | ------ | --------- |
| 7 octobre 1941  | Svend Foyn        | Grande-Bretagne | 14 795  | HX-152 | Endommagé |
| 16 février 1942 | Tia Juana         | Grande-Bretagne | 2 395   |        | Coulé     |
| 16 février 1942 | Monagas           | Venezuela       | 2 650   |        | Coulé     |
| 16 février 1942 | San Nicolas       | Grande-Bretagne | 2 391   |        | Coulé     |
| 22 février 1942 | J.N. Pew          | Etats-Unis      | 9 033   |        | Coulé     |
| 23 février 1942 | Thalia            | Panama          | 8 329   |        | Coulé     |
| 23 février 1942 | Sun               | Etats-Unis      | 9 002   |        | Endommagé |
| 11 mai 1942     | Cape of Good Hope | Grande-Bretagne | 4 963   |        | Coulé     |
| 24 mai 1942     | Gonçalves Dias    | Brésil          | 4 996   |        | Coulé     |
| 28 mai 1942     | Alcoa Pilgrim     | Etats-Unis      | 6 759   |        | Coulé     |
| 3 juin 1942     | M.F. Elliott      | Etats-Unis      | 6 940   |        | Coulé     |
| 9 juin 1942     | Franklin K. Lane  | Etats-Unis      | 6 589   | TO-5   | Coulé     |
| 9 juin 1942     | Bruxelles         | Belgique        | 5 085   | TO-5   | Coulé     |
| 15 juin 1942    | Scottsburg        | Etats-Unis      | 8 001   |        | Coulé     |
| 15 juin 1942    | Cold Harbor       | Panama          | 5 010   |        | Coulé     |
| 15 juin 1942    | West Hardaway     | Etats-Unis      | 5 702   |        | Coulé     |

### Source
- (en) Cet article est partiellement ou en totalité issu de l’article de Wikipédia en anglais intitulé « German submarine U-502 » (voir la liste des auteurs).